# Blacklane
Blacklane GmbH est une startup basée à Berlin. Elle offre un portail web connectant voyageurs et chauffeurs professionnels via son application mobile et son site internet. La société propose des courses à prix fixe en pré-réservation, assurées par des chauffeurs professionnels. Elle ne possède aucun véhicule, mais travaille avec des exploitants locaux de véhicules de tourisme avec chauffeur (VTC), dans chacune des villes où elle est présente. Blacklane travaille avec des chauffeurs issus du monde entier en leur proposant de mettre à profit leurs excédents de capacité au sein d’un marché unifié plutôt qu’à travers plusieurs marchés fragmentés. Blacklane est disponible dans plus de 60 pays, 300 villes et 500 aéroports à travers le monde.

## Historique

### 2011-2012
En 2011, la société fut fondée à Berlin en Allemagne, par Jens Wohltorf et Frank Steuer. Soutenue par les investisseurs RI Digital Ventures, B-to-V Partners, 88 Investments GmbH, et Car4you, l’entreprise est officiellement active depuis Juin 2012. Début septembre, Blacklane opérait à Düsseldorf, Francfort, Hambourg, Cologne, Munich et Stuttgart. À la fin de l'année, les villes de Brême, Leipzig, Dresde et Hanovre étaient ajoutées à la liste.

### 2013
En mai, la société opérait en Allemagne, Autriche, Suisse, Pays-Bas, France et Royaume-Uni. En août, Blacklane a réalisé un projet nommé : "Mission 100" qui consistait lancer 100 nouvelles villes en 100 jours et qui prenait fin le 16 décembre à Palma de Majorque, et atteint au total 130 villes réparties dans 45 pays,. En décembre 2013, il fut annoncé que la société Daimler AG s’apprêtait à investir 10 millions d’euros dans la start-up, valorisant l’entreprise à un peu moins de 60 millions d’euros,.

### 2014
Le 17 septembre 2014, Jens Wohltorf, le PDG et cofondateur de Blacklane organise une conférence à l’hôtel Ritz-Carlton de Berlin intitulée “Mobilität im Wandel: Fortschritt oder Stillstand?" (“La transportabilité en mutation : progrès ou stagnation ?”),.

### 2015
En mars 2015, la société Amadeus annonçait un nouveau partenariat conclu avec Blacklane, faisant de la société son premier fournisseur de services entièrement intégré à la solution Amadeus Taxi & Transfer,,,,,. En avril 2015, la société Blacklane était présente dans 186 villes réparties dans 50 pays. Elle figure aujourd’hui dans la liste du magazine Wired UK, qui fait état des 100 start-ups européennes les plus prometteuses de l’année 2015. En 2016, Blacklane est reconnue par le magazine Forbes comme l'une des cinq start-ups européennes pour qui 2016 sera une année à succès.

### 2016
Le 1er août, Blacklane annonce un nouvel investissement, le plus important à ce jour, avec Daimler, RI Digital Ventures, b-to-v et Alstin comme investisseurs. Début novembre 2016, le service de conciergerie allemand HSR choisit Blacklane comme le "premier service de chauffeur professionnel pour transférer les clients depuis l'aéroport jusqu'à leur hébergement".

### 2017
En mars 2017, Hertz annonce son nouveau service "Hertz Driver Services powered by Blacklane" pour les clients basés en Belgique, République Tchèque, France, Allemagne, Italie, Luxembourg, Pays-Bas, Espagne et Royaume-Uni. En avril, Blacklane et Asia Miles (programme de fidélité des compagnies aériennes Cathay Pacific et Cathay Dragon) offrent de tripler les Miles reçus pour chaque Dollar U.S., euro ou Livre Sterling dépensé (promotion valable jusqu'au 31 décembre 2017). En juin, Blacklane s'associe à Finnair. Ce partenariat permet aux voyageurs de la compagnie aérienne de réserver leur transfert avec Blacklane vers ou depuis l'aéroport lorsqu'ils réservent un vol. En septembre, Blacklane s'associe à Qatar Airways pour fournir à leurs utilisateurs un service de transport porte à porte. En octobre, Blacklane s'est joint au programme de fidélité de Luftansa pour une promotion d'une durée d'un mois dans laquelle les membres pouvaient multiplier par 5 le nombre de miles obtenus à chaque course effectuée avec Blacklane. Blacklane a également fait l’acquisition de Solve, un service de conciergerie, et lancé Blacklane PASS, qui offre un service d’accueil personnalisé, un passage prioritaire aux services de sécurité et de douanes, une aide pour les vols de correspondance, ainsi qu’un accès privilégié aux salons d’aéroports.

### 2018
Le 24 janvier 2018, Blacklane a annoncé sa plus grande levée de fonds à ce jour avec ALFAHIM qui a rejoint les investisseurs existants Daimler et btov Partners,,,.

## Récompenses
À l’occasion de la cérémonie des Tech5 Awards en mars 2015, Blacklane a reçu le prix de la start-up allemande connaissant la plus forte croissance. La société était en lice pour le titre européen à la conférence The Next Web en avril 2015 à Amsterdam, mais le prix fut décerné à Fairphone. En avril 2017, les Stewie awards en Allemagne ont décerné au PDG et cofondateur Jens Wohltorf la médaille d'or du Manager de l'année dans la catégorie "Transports". Blacklane a reçu la médaille d'argent de la société de l'année dans la catégorie "Automobile, Véhicules et Transports".

## Conférences
En septembre 2014 s’est tenu en Allemagne un événement appelé Mobility in Transition, au cours duquel fut organisé un dialogue ouvert visant à débattre du rôle de l’industrie des taxis vis-à-vis de celui des nouvelles start-ups de la mobilité. Le PDG de Blacklane Jens Wohltorf s’est alors adressé au public afin d’expliquer le caractère nécessaire d’une transformation de cette activité de façon conjointe entre les deux parties.
En juillet 2015, le festival berlinois Tech Open Air organisait une table ronde sur le thème : « Gouvernement vs. Entreprises innovantes : Les passagers sont perdants ». À cette occasion furent invités plusieurs entreprises dont Uber, Blacklane et Moovel.